# Hôtel Empain

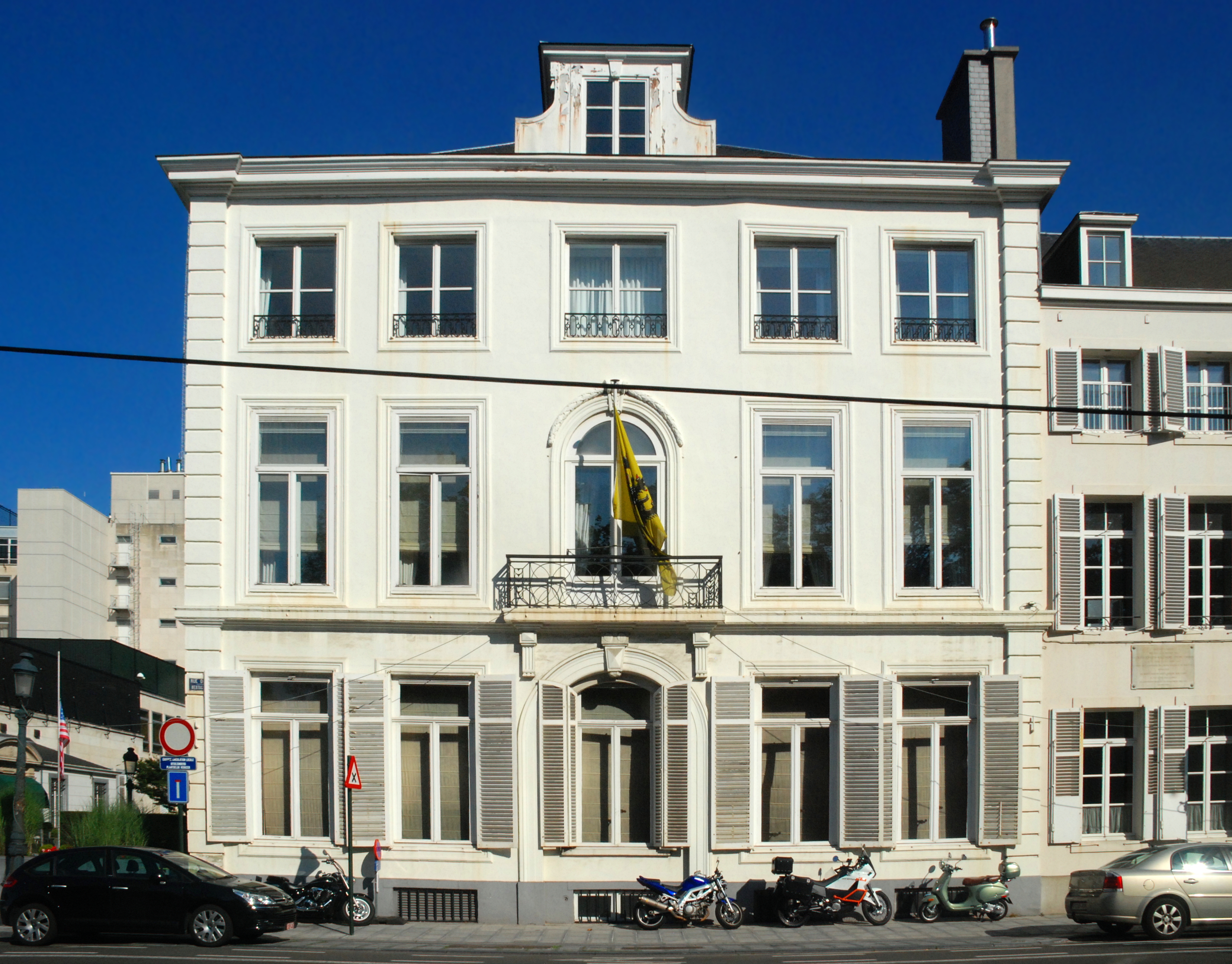
De Vlaamse club De Warande is sinds 1988 in het Hôtel Empain gevestigd

Hôtel Empain is een herenhuis in de Belgische hoofdstad Brussel. Het is gelegen op de hoek van de Hertogstraat en de Zinnerstraat tegenover het Warandepark. Sinds 1988 huisvest het gebouw de Vlaamse club De Warande.
Het gebouw dient niet te worden verward met de Villa Empain aan de Franklin Rooseveltlaan.

## Geschiedenis
Het herenhuis maakt deel uit van een reeks neoclassicistische gebouwen die vanaf 1776 rond het Warandepark werden gebouwd naar plannen van Barnabé Guimard. Het Hôtel Empain werd in 1780 gebouwd op een perceel dat hetzelfde jaar door architect-aannemer Louis Montoyer was aangekocht.
Het gebouw was in 1783 eigendom was van de baron de Tiège en doorheen de 19e eeuw in handen van de families Mercy d'Argenteau, Eggen, Van Volxem-Marischal en Croÿ. In 1907 werd het eigendom van de familie Empain, waardoor het bekend geraakte als het Hôtel Empain. In 1852, 1864, 1898, 1902, 1904 en 1907 werden wijzigingen aan het herenhuis ondernomen.
Onder leiding van architect Octave Flanneau werd het huis heringericht. De totale uitgaven liepen in 1909 op tot een half miljoen frank. De ruwbouw (waaronder de monumentale trap, Euvillesteen voor de tuingevels in Franse beaux-artsstijl), het verfijnd binnenschrijnwerk (gesculpteerde deuren op het gelijkvloers en de eerste verdieping, lambriseringen, houtsnijwerk op paneel, beeldhouwwerk op de schoorsteenmantels, bas-reliëfs), de marmer in het interieur (majestueuze trapzaal in witte geaderde carraramarmer, kolommen op de zuilengalerij in fijne witte steen van Mérieul, schouwen in Lodewijk XIV-stijl in paarse breccie), het smeedwerk van de trapbalustrades, hekkens en poorten, de muurversieringen met bas-reliëfs en stucwerkplafonds, het behoorde allemaal tot het beste.
Sinds 1988 is de Vlaamse club De Warande gevestigd in het herenhuis. Voor de renovatie van het gebouw kreeg de club in 1987 een renteloze lening van 30 miljoen frank van de Vlaamse Regering. "De Warande", wat "het leefgebied" betekent, is de Nederlandse naam voor het Park van Brussel.